# Gammarus longisaeta
Gammarus longisaeta is een vlokreeftensoort uit de familie van de Gammaridae. De wetenschappelijke naam van de soort is voor het eerst geldig gepubliceerd in 1992 door Lee & Seo.